# Lưu Nghiễm (trạng nguyên nhà Minh)
Lưu Nghiễm (giản thể: 刘俨; phồn thể: 劉儼, 1417-1457), tự Tuyên Hóa, hiệu Thời Vũ, thụy Văn Giới.
Ông là người Cát Thủy, Giang Tây. Sinh năm Vĩnh Lạc thứ 15 (1417) thời Minh Thành Tổ. Năm Chính Thống thứ 7 (1442) thời Minh Anh Tông đỗ trạng nguyên khoa Nhâm Tuất, giữ chức tu soạn ở hàn lâm viện, sau nhậm các chức như thị giảng, hữu xuân phường đại học sĩ kiêm thị giảng, thái thường tự thiếu khanh kiêm thị độc, làm quan tới hàn lâm thị giảng. Năm Cảnh Thái thứ 5 (1454), làm chủ khảo thi hương phủ Thuận Thiên, đánh hỏng thi các con trai của các đại học sĩ như Trần Tuần, Vương Văn, bị Trần Tuần chỉ trích, hoàng đế sai Cao Cốc phúc khảo, Cao Cốc hồi báo là Lưu Nghiễm làm đúng nhưng hoàng đế chẳng hỏi tội Trần Tuần. Ông mất năm Thiên Thuận thứ 1 (1457) thời Minh Anh Tông, được truy tặng Lễ bộ thị lang, thụy Văn Giới.
Sáng tác có Lưu Văn Giới công tập gồm 30 quyển.